# Colletes mandibularis
Colletes mandibularis là một loài Hymenoptera trong họ Colletidae. Loài này được Smith mô tả khoa học năm 1853.